# Італійська демократична соціалістична партія
Італійська демократична соціалістична партія (італ. Partito Socialista Democratico Italiano, PSDI) — нечисленна соціал-демократична центристська політична партія, що функціонує в Італії.

## Історія
Партію було утворено 1947 року на базі реформістського крила Італійської соціалістичної партії. Засновником і багаторічним лідером партії був Джузеппе Сарагат, президент Італії від 1964 до 1971 року. Від 1947 до 1993 року соціал-демократи не мали значної підтримки виборців, утім впродовж тривалого часу були молодшими партнерами Християнсько-демократичної партії й неодноразово входили до складу кабінетів, які формували лідери християнських демократів. Після скандалу «Тангентополі» вплив і популярність Демократичної соціалістичної партії фактично зійшли нанівець.
Італійська демократична соціалістична партія до 1998 року входила до Соцінтерну та Партії європейських соціалістів.